# Мю-закон
Мю-зако́н (μ-закон) у телекомунікаціях — алгоритм аналогового стиснення, що використовується в системах цифрового зв'язку Північної Америки та Японії для модифікації динамічного діапазону аналогового мовного сигналу до оцифрування. Він подібний до алгоритму A-закону, що використовується в Європі.
Для сигналу x μ-закон записується так:
{\displaystyle F(x)=\operatorname {sgn}(x){\frac {\ln(1+\mu |x|)}{\ln(1+\mu )}}~~~~-1\leqslant x\leqslant 1} ,
де μ = 255 (8 біт) у стандартах Північної Америки та Японії.
Перетворення, обернене до μ-закону, записується так:
{\displaystyle F^{-1}(y)=\operatorname {sgn}(y)(1/\mu )[(1+\mu )^{|y|}-1]~~~~-1\leqslant y\leqslant 1}